# NK Karlovac
NK Karlovac – istniejący w latach 1919–2012 chorwacki klub piłkarski z siedzibą w Karlovacu.

## Nazwy klubu
- Borac (1919–1920)
- NŠK Karlovac (1920–1941)
- HŠK Velebit (1941–1945)
- Udarnik (1945–1948)
- Slavija (1948–1954)
- Karlovac (1954–1958)
- KSD (1958–1960)
- Karlovac (1960–)